# 李氏朝鮮の経済
ここでは李氏朝鮮の経済（りしちょうせんのけいざい）について説明する。

## 概要
李氏朝鮮時代には新しい農業技術が入り普及したが、中央集権化が極端に進んだ為に民衆からの収奪が激しくなり経済は疲弊して商業や工業は発展しなかった。1805年に鄭東愈という儒者の書いた本『晝永編』によると、朝鮮に無いものが3つあって、それは羊と車と針だという。針は衣類に穴が開くくらいの粗雑なものでしかなく、中国から買って来ていた。

## 農業
李氏朝鮮は農業を国家的に奨励した。国家では農業技術を広く普及し、また農業関連書籍も印刷した。李氏朝鮮以前の時期には、稲に種を直接振り撤く直播法が行われていた。しかし漸次、水利施設の整備などで田植法が拡大し、今日稲を植える時は田植法だけを使うようになった。中国や日本から水車の導入も試みられたが実用化出来なかった事などから灌漑規模は広がらなかった。
また李氏朝鮮の当初より内需司に長利所が置かれ、年50%の利子(長利は年5割の利子のこと)で農民への貸付が行われた。他方で、常平庁においては貧民の救済が目的で貧しい農民に政府の米穀を貸してやり、秋収期に利息を付けて回収する還穀も行われたが、後に長利所同様に利息が「長利」に変わり、三政の紊乱の一つとして問題となった。

## 工業
李氏朝鮮時代の工業の発達は限定的であった。工業は農業から分業しておらず、多くの場合農村社会の家内副業として自給自足を目的に手工業が行われる程度だった。
農民は、食料である農産物と同時に日用品の原料も一緒に生産して、布を織ったり、家具や農機具など日常生活に必要な物品を作った。このような農民の手工業以外に、専門的な手工業者を工匠と言い、京工匠と外工匠に大きく区分された。中央の各官庁に属している工匠を京工匠、地方の各道・邑に所属した工匠を外工匠と言い、その人員と種類は相当に多かった。工匠は支配階級の威儀を整えるための装飾品を作るのに従事するもので、官庁の命令で無報酬の仕事をしなければならなかった。工匠が個人的に製品を作った時には工匠税を払う事になっていた。
李氏朝鮮時代末期には、官庁所属の工匠制度は崩れるようになり、独立的な自由生産者に移ったようだが、これがどの程度商品生産の道を開拓したのかは不明である。李氏朝鮮時代の手工業が終始一貫して沈滞した状態から脱け出すことができなかったのは、貨幣経済が未発達で商品の流通を前提に生産活動が行われなかったことや、商工業の賎視などにその原因があるとされる。

## 鉱業
李氏朝鮮初期には、明に金150両、銀700両を朝貢として捧げなければならなかったが、世宗代になって、金、銀の朝貢を中断して代わりに朝鮮人参を朝貢した。これ以後、朝廷は鉱業を厳格に統制した。そして金、銀は勿論、鉄、銅等も掘れば朝廷に捧げるようにした。
しかし文禄・慶長の役以後、武器などを作るための鉱物の需要が増加し、朝廷が管理する鉱山では必要量を充当し難くなった。このため朝廷は私有鉱山を許可し、掘り出した鉱物に対して一定金額の租税を賦課するようにした。私有鉱山は、店と呼ばれた。金店、銀店などである。
李氏朝鮮の後期になるほど農民たちの生活が厳しくなったので、多くの農民たちが鉱山に集まって来るようになった。

## 商業
李氏朝鮮の商業活動は日常生活の必需品を物々交換する程度の経済体制が中心で、広汎な貨幣経済の発達は限定的であった。民間では一般的に場市（市場）を通じて商業活動が行われた。場市は、普通5日ごとに1回ずつ開かれ、農民・漁夫たちが集まって来て品物を交換した。このように期日を定めて市場が開かれたのは、各地方の商業的な発達がなかったためだ。
場市は、後期になるほどその数が増加し、『万機要覧』によれば純祖の時の全国の場市総数は1061ヶ所で、これらは30里ないし40里（朝鮮の1里は392m）の往復1日行程を基準に毎日変えて行って市場が開かれるようになっており、商人が各場市を歩き回って品物を売るのに便利なように作られていた。場市での取引は、主に生産者と消費者との直接的な接触で成り立ったが、負褓商などの行商人も重要な役目を引き受けていた。これらは、その地方の産物以外の商品を樽が無いので重い甕などに商品を入れ、車が無いため背負子で背負って、苦労して各場市を歩き回りながら売り、同業者たちは中世ヨーロッパのギルド的な性格の同業組合を成していた。
このような露天の行商に対立するものには廛があった。これは、1店鋪を常に開いておき品物を売買した所であり、その中で代表的なものはソウルの六矣廛だった。この六矣廛は、主に政府で必要な物品を調逹する御用商人の商店が一カ所に集まった場所だったが、店の戸は常に閉まっており店頭販売は行わなかった。開いている商店は、筆屋とか真鍮の食器屋など両班のうちで使う物を扱う店ぐらいだった。

## 財政
李氏朝鮮の財政規模は江戸幕府の一割にもならなかった。そのため、維持できた軍隊は万単位になることすらできなかった。松本厚治（在大韓民国日本国大使館参事官）は、以下のように分析している。

## 外国との貿易
国内での経済活動の外にも、中国・女真・日本などの外国との貿易も行われた。明・清に対しては、いわゆる朝貢という形式を通じた公貿易と、使臣一行が行う私貿易などがあった。日本と女真及び琉球などとは、交隣外交を通じて彼らの進上品を受ける形式の公貿易があり、北側の中江・北関、南側の倭館での開市を通じて民間貿易が行われた。

## インフラ
外国人がみた「日帝」以前の記録によると、衛生環境が悪かったといい、細井肇の『現代漢城の風雲と名士』には、「韓国内地を旅行すれば、路傍や街路中に累々たる黄金の花が場所も嫌わず狼藉と咲き乱れて居て、足の踏み場もなく潔癖者は一見其不潔と臭気に驚く」「至る処人糞或いは牛馬糞を見ざる無しで、紛々たる臭気は鼻を襲い眼を顰めぬ者とてはない」「毎年夏期になると伝染病が流行し、其の伝染病に罹る患者の多くは韓人」と記しており、統監府時代の1908年に京城控訴院判事として韓国政府に招聘された山口真昌は、赴任当時を「道路は狭隘で、而も糞尿は至る処道端に満ちて居るという有様でした。井戸水は混濁していて、風呂に入れば茶色の湯で、却って体が汚れる様な感を催し、飲料水は石油の空罐一ぱいで何銭で買って使用するという状態で、電灯は未だ一般に普及せず、我々の借家には其設備がなくランプを使っておりましたが、冬になると寒気が烈しいので、石油が凍ってだんだんと光が薄暗くなり、仕事ができないほどでありました」と回顧している。これについて黄文雄は、「首都でさえこの状態だから、他の都市は推して知るべしだろう。李朝時代、朝鮮人の生命を最も多く奪ったものは、『日帝』ではなく疫病だったのである」と述べている。
屋山太郎は、「フランス人宣教師、ダレ氏が帰国して後の1874年に、『朝鮮事情』という本を著している。漢城はまさに糞尿まみれで足の踏み場もなく、肺結核、ハンセン病、肺臓ジストマ、赤痢、チフスなどの疫病が流行していた。併合の前年に、日本が入って京城医専やその付属病院を設立し、医師、看護師、衛生師を養成した。併合後に取りかかったのが学校の建設で、1945年の終戦までに京城帝大のほか専門学校を約千校設置し、小学校を5200も開校した。その結果、識字率は4%から61%に上がる。100キロだった鉄道も6千キロに延伸された」と述べている。

## その以外の経済活動
この外に、都市を中心に客主、旅閣などがあって、商品の売買、保管、運送及びその委託販売と金融業、宿屋などを引き受けていた。

## 開化期の経済
このように前近代的な社会・経済的秩序の中で日朝修好条規（江華島条約）を締結して資本主義各国に門戸を開放しなければならなくなると、すぐに彼らの商品市場・原料供給地に転落することにより、今までの封建的な経済体制は崩壊し、続いて社会に大きな混乱が起きて、次第に植民地への道を踏み出すようになった。

## 李氏朝鮮の貨幣

### 概要
李氏朝鮮の経済体制は、専売制対象品である塩との交換が布や米、雑穀に限定され、自給自足である物々交換の領域を脱け出すことができなかったので、貨幣の流通量も少なかった。李氏朝鮮初期には楮貨という一種の紙幣と銅銭が発行・鋳造されたが、十分には普及しなかった。特に楮貨は時代が経つほどその価値が暴落し、貨幣としての信用と安全性を持つことができなかった。有力な流通手段は依然として米・麻布・綿布であった。楮貨は中期になって自然消滅した。

### 李氏朝鮮初期の貨幣
李氏朝鮮初期の自給自足的経済の中で、貨幣経済の発達は緩慢であり、専売品の塩との交換品が布や米、雑穀に限定されていたこともあり、麻布・綿布・米などの現物貨幣が取引され、布帛税の納税を条件に布貨の使用が認められた。
1401年に河崙などが主張して紙を原料とした楮貨を発行して国幣にして通用を奨励したが、一般庶民は使いたがらず、ただ俸禄の支払などに混用されたから、京城付近でだけ通用して広く普及しなかった。
1423年には朝鮮通宝という銅銭が、そして1464年には箭幣が作られたが、これらは主として国家の収税に用いる目的で使われ、一般の社会的要求に応じるものではなかった。

### 李氏朝鮮後期の貨幣
1678年に許積・権大運などの建議によって戸曹・常平庁・賑恤庁・訓錬都監に命じて常平通宝を鋳造するようにした。この貨幣は朝鮮末に新式貨幣が鋳造されるまでおよそ2世紀にわたって鋳造発行されたが、その間に鋳銭行政が紊乱したし、朝廷でも各官庁の財政窮乏を救済するために鋳造を許容したので、文武の各官庁でこれを鋳造した。
1866年に興宣大院君は景福宮改築のために当百銭を鋳造した。しかし当百銭は財政難を打開することができず、むしろ物価上昇と大院君の執権体制の危機をもたらした。結局1868年5月に崔益鉉の上疏で当百銭は通用が禁止された。1883年には開化政策に対する費用に充当する目的で当五銭を鋳造し、乱れた通貨政策を整備する目的で常設造幣機関である典圜局を設置した。しかし当五銭もまた名目貨幣価値が実際の流通価値より低かったし、物価も暴騰させた。そして1895年に当五銭もまた通用が禁止された。
1892年からは典圜局で発行した銅銭である白銅貨が流通した。1894年甲午改革当時に新式貨幣発行章程によって銀本位制が、1901年には貨幣条例による金本位制が実施されて、この貨幣は補助貨幤として使用された。
日清戦争以後に日本は朝鮮の財政難を打開するという名分を掲げて借款を導入させた。またその代価で税関の運営権を独占して、借款提供の独占権を得た。日本は税関の運営権を日本の第一銀行に帰属させた後、関税を日本貨幣で徴収して、日本商人の朝鮮商圏支配を容易にした。また日本の貨幣が大量に流通することにより、朝鮮の貨幣はその価値が大きく下落した。
特に、1904年に日本人財政顧問目賀田種太郎は、典圜局を廃止して貨幣整理事業を断行し、貨幣価値が不安定な白銅貨を甲・乙・丙種に分け、乙種は甲種の1/5の価値だけ認定して、丙種は交換対象から除外した。しかし大部分の白銅貨を丙種に区分して、交換に応じなかった。これにより貨幣不足現象が発生し、商工業者と農民がその被害を多く被った。
また貨幣整理事業の資金は日本から得た借款で成り立っており、この事業の結果、日本の第一銀行が大韓帝国の中央銀行になり、韓国の資本が日本に帰属する結果を生んだ。